# عبدالله بن ام‌مکتوم

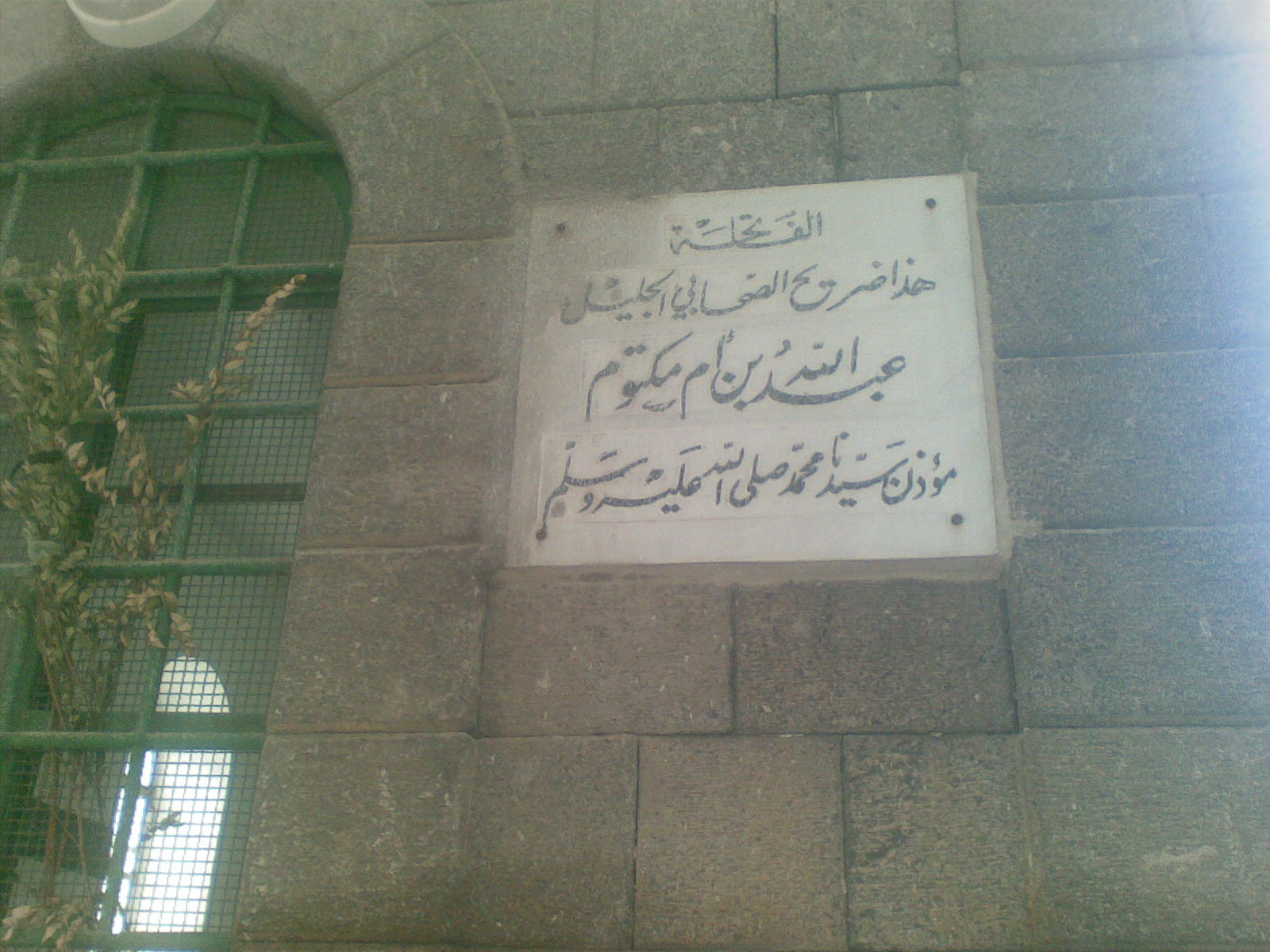
خلاصه‌ای به زبان عربی از عبدالله‌بن ام‌مکتوم

عبدالله بن ام‌مکتوم از اصحاب محمد (پیامبر اسلام) بود. وی نابینا بود و بر اساس نظر محمدحسین طباطبایی، مفسر قرآن، در سوره عبس منظور از اعمی یا نابینا اوست. محمّد چندبار هنگام رفتن به جنگ‌ها او را به جای خود در مدینه گذاشت. وی در جنگ قادسیه شرکت کرد و در سال چهاردهم پس از هجرت در همان جنگ کشته شد.